# Scandicinae
Scandicinae, podtribus štitarki, dio tribus Scandiceae. Sastoji se od 12 rodova, od kojih je najvažniji rod češljika (Scandix )
Podribus je opisan 1834.

## Rodovi
1. Todaroa Parl. (1 sp.)
2. Athamanta L. (11 spp.)
3. Conopodium W. D. J. Koch (9 spp.)
4. Sphallerocarpus Besser ex DC. (1 sp.)
5. Chaerophyllum L. (68 spp.)
6. Scandix L. (13 spp.)
7. Anthriscus [Pers.] Hoffm. (12 spp.)
8. Myrrhis Mill. (1 sp.)
9. Osmorhiza Raf. (11 spp.)
10. Kozlovia Lipsky (5 spp.)
11. Chaerophyllopsis Boiss. (1 sp.)
12. Geocaryum Coss. (13 spp.)